# Andres (Illinois)
Pour les articles homonymes, voir Andres (homonymie).
Andres est une communauté non-incorporée situé dans le Comté de Will de l'État américain de l'Illinois, au sud de la ville de Frankfort sur la route 45.

## Services
Il n'y a aucun service ni de bibliothèque municipale et aucune route pavée. Il y avait un chemin de fer qui y passait, mais qui est fermé depuis.

## Éducation
Andres fait partie de la commission scolaire Peotone Community 207-U.

## Géographie
Andres est situé à 40 km de Chicago et est entouré de fermes.

## Économie
Quelques entreprises incluent la Andres & Wilton Farmers Grain Elevator et un petit concessionnaire automobile. Outre le grain, l'entreprise qui gère l'élévateur vend aussi du fourrage, du foin, des copeaux de bois ainsi que des tuiles de drainage en plastique.

## Démographie
Au recensement de 2000, la population d'Andres était de moins de 50 habitants.